# Chińskie Tajpej na Zimowej Uniwersjadzie 2013
Chińskie Tajpej na Zimowej Uniwersjadzie 2013 reprezentowało 6 zawodników (5 mężczyzn i 1 kobieta).

## Zdobyte medale
| Medal | Zawodnik        | Dyscyplina          | Konkurencja |
| ----- | --------------- | ------------------- | ----------- |
| Brąz  | Sung Ching-yang | Łyżwiarstwo szybkie | 1000 m      |

## Reprezentanci

### Biathlon
Mężczyźni
| Konkurencja       | Zawodnik      | Czas      | Miejsce |
| ----------------- | ------------- | --------- | ------- |
| Sprint            | Wang Yao-yi   | 35:06,5   | 60.     |
| Sprint            | Fu Jian-cheng | 46:36,6   | 68.     |
| Bieg indywidualny | Wang Yao-yi   | 1:18:31,1 | 61.     |
| Bieg indywidualny | Fu Jian-cheng | 1:48:17,0 | 63.     |
| Bieg pościgowy    | Wang Yao-yi   | LAP       | –       |

### Łyżwiarstwo figurowe
Mężczyźni
| Konkurencja | Zawodnik     | Program krótki | Program krótki | Program dowolny | Program dowolny | Suma   | Suma    |
| Konkurencja | Zawodnik     | Punkty         | Miejsce        | Punkty          | Miejsce         | Punkty | Miejsce |
| ----------- | ------------ | -------------- | -------------- | --------------- | --------------- | ------ | ------- |
| Soliści     | Chen Jui-shu | 54,33          | 20.            | 97,28           | 20.             | 151,61 | 20.     |
| Soliści     | Jordan Ju    | 51,95          | 22.            | 87,96           | 23.             | 139,91 | 23.     |

Kobiety
| Konkurencja | Zawodnik      | Program krótki | Program krótki | Program dowolny | Program dowolny | Suma   | Suma    |
| Konkurencja | Zawodnik      | Punkty         | Miejsce        | Punkty          | Miejsce         | Punkty | Miejsce |
| ----------- | ------------- | -------------- | -------------- | --------------- | --------------- | ------ | ------- |
| Solistki    | Crystal Kiang | 33,20          | 19.            | 65,87           | 17.             | 99,07  | 17.     |

### Łyżwiarstwo szybkie
Mężczyźni
| Konkurencja | Zawodnik        | Wyścig 1.       | Wyścig 1.       | Wyścig 2.       | Wyścig 2.       | Finał           | Finał           |
| Konkurencja | Zawodnik        | Czas            | Miejsce         | Czas            | Miejsce         | Czas            | Miejsce         |
| ----------- | --------------- | --------------- | --------------- | --------------- | --------------- | --------------- | --------------- |
| 500 metrów  | Sung Ching-yang | Dyskwalifikacja | Dyskwalifikacja | Dyskwalifikacja | Dyskwalifikacja | Dyskwalifikacja | Dyskwalifikacja |
| 1000 metrów | Sung Ching-yang | —               | —               | —               | —               | 1:10,64         | brąz            |
| 1500 metrów | Sung Ching-yang | —               | —               | —               | —               | 1:57,83         | 28.             |